# Districte d'Ajaccio
El districte d'Ajaccio és un dels dos districtes del departament de Còrsega del Sud, a l'illa de Còrsega. Té 2 195 km²i el 1999 tenia 84.921 habitants. Té 14 cantons i 80 municipis i el cap del districte és la prefectura d'Ajaccio.

## Cantons
cantó d'Ajaccio-1 - cantó d'Ajaccio-2 - cantó d'Ajaccio-3 - cantó d'Ajaccio-4 - cantó d'Ajaccio-5 - cantó d'Ajaccio-6 - cantó d'Ajaccio-7 - cantó de Bastelica - cantó de Celavo-Mezzana - cantó de Cruzini-Cinarca - cantó de Deux-Sevi - cantó de Deux-Sorru - cantó de Santa-Maria-Siché - cantó de Zicavo